# Península de Itapagipe
A Península de Itapagipe é uma península localizada no município de Salvador, capital do estado da Bahia, no Brasil. A península compreende a Região Administrativa III, onde se situam os bairros dos Alagados, a praia de Boa Viagem, o Bonfim, Monte Serrat, a Ribeira, o Uruguai,  o bairro de Mares, Roma, Caminho de Areia, Vila Ruy Barbosa, Massaranduba, entre outros.

## Etimologia
O nome "Itapagipe" tem origem na língua tupi antiga e significa "no rio da pedra achatada" ou "no rio da laje", por meio da composição entre os termos itá, "pedra", peba, "achatado", îy, "rio", e -pe, "em".